# Ulidia wadicola
Ulidia wadicola är en tvåvingeart som beskrevs av Steyskal 1968. Ulidia wadicola ingår i släktet Ulidia och familjen fläckflugor.
Artens utbredningsområde är Egypten. Inga underarter finns listade i Catalogue of Life.